# 氷河の一覧
氷河の一覧（ひょうがのいちらん）は、世界の氷河の一覧である。

## ヨーロッパ

### オーストリア
- パステルツェ氷河(Pasterze)

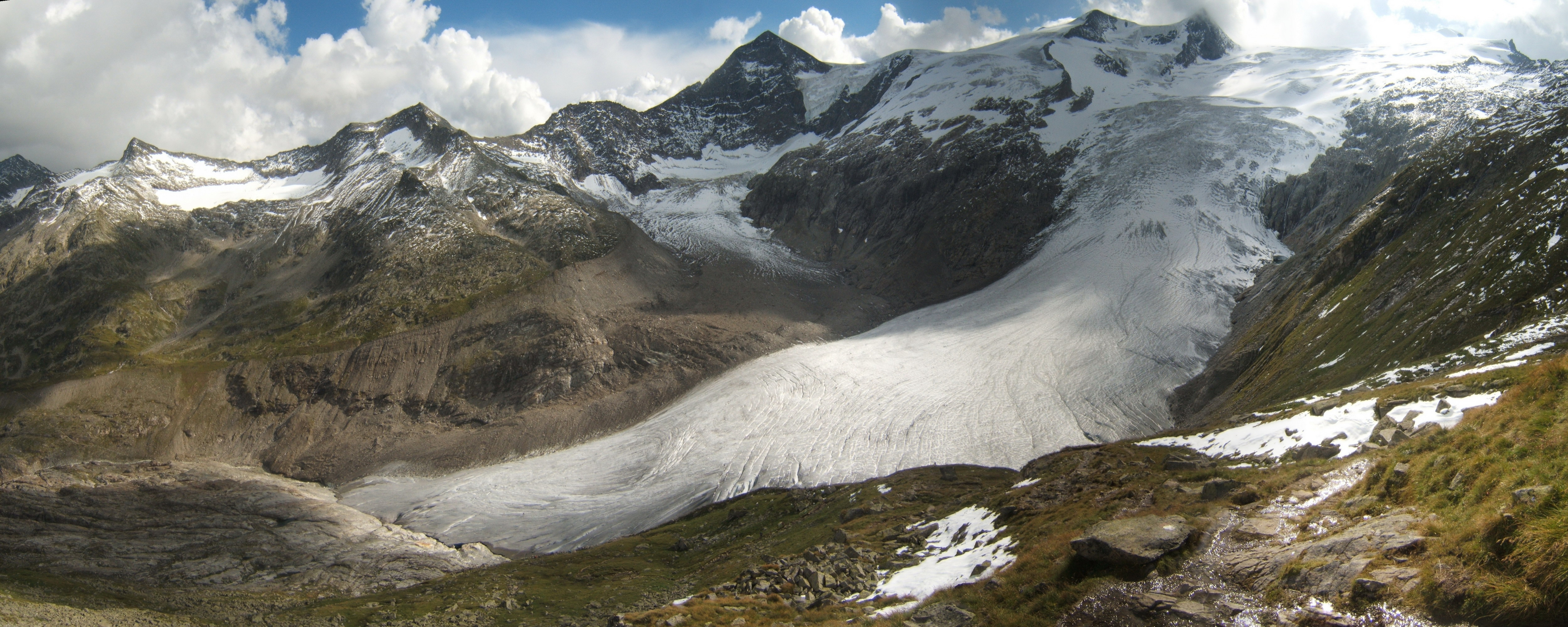
シュラテンケース氷河

- シュラテンケース氷河(Schlatenkees Glacier)

### フランス
- メール・ド・グラース氷河(Mer de Glace)
- アージャンチエール氷河（英語版）(Glacier d'Argentière)
- ボソン氷河(Glacier des Bossons)

### ドイツ
- ホーレンタルフェーナー氷河（英語版）(Höllentalferner)

### アイスランド

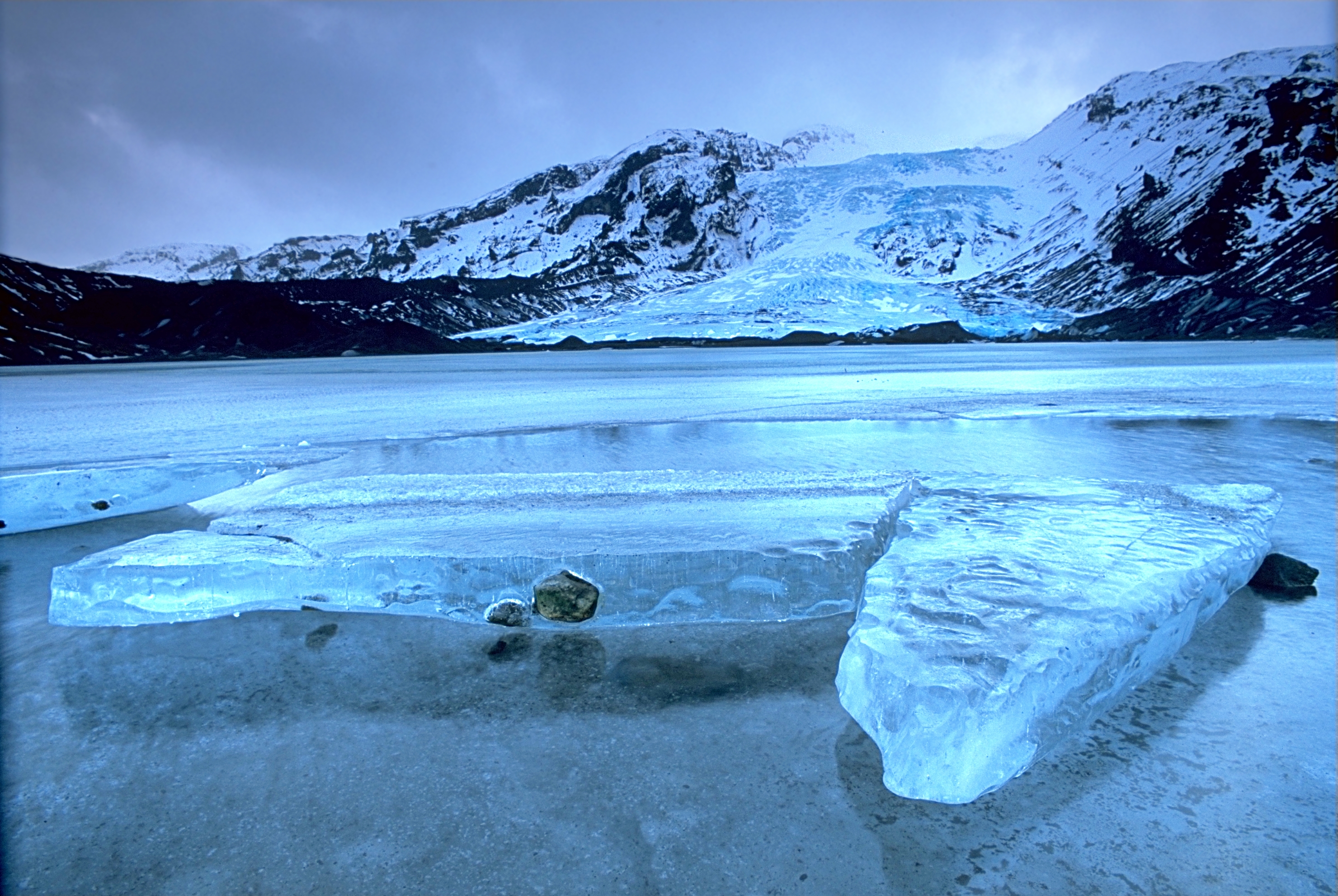
エイヤフィヤトラ氷河

- エイヤフィヤトラ氷河(Eyjafjallajökull)
- ホフス氷河(Hofsjökull)
- ラング氷河（英語版）(Langjökull)
- ミルダルス氷河(Mýrdalsjökull)
- スナイフェルス氷河(Mýrdalsjökull)
- ヴァトナ氷河(Vatnajökull)
- オーライバ氷河(Öræfajökull)

### イタリア
- ブレンバ氷河(Brenva Glacier)
- カエサル氷河(Careser Glacier)
- クリスタル氷河(Crystal Glacier)
- フォルニ氷河(Forni Glacier)
- フレボーグ氷河(Frebouge Glacier)
- レックス・ブランシュ氷河(Lex Blanche Glacier)
- ロービア氷河(Lobbia Glacier)
- リュス氷河(Lys Glacier)
- マダッシオ氷河(Madaccio Glacier)
- マンドロン氷河(Mandrone Glacier)
- マレ氷河(Mare Glacier)
- マルモラーダ氷河(Marmolada Glacier)
- ミアージュ氷河(Miage Glacier)
- プラティグリオーレ氷河(Platigliole Glacier)
- プラ・セク氷河(Praz-Sec Glacier)
- プレセーナ氷河(Presena Glacier)
- トウラ氷河(Toula Glacier)
- トレゼーロ氷河(Tresero Glacier)
- トリオレット氷河(Triolet Glacier)

### ノルウェー
- オーストフォンナ氷河(Austfonna)
- ブラマンシセン氷河(Blåmannsisen)
- ブアルブリーン氷河(Buarbreen)
- フォルゲフォンナ氷河(Folgefonna)
- フロスチセン氷河(Frostisen)
- ギッツェイエグヤ氷河(Gihtsejiegŋa)
- ハーバードスブレーン氷河(Harbardsbreen)
- ハルダンゲル氷河(Hardangerjøkulen)
- ヨステダール氷河(Jostedalsbreen)
- マイクルブストブリーン氷河(Myklebustbreen)
- 北フォルゲフォンナ氷河(Nordre Folgefonna)
- オクスチンドブリーン氷河(Okstindbreen)
- スポルテッグブリーン氷河(Spørteggbreen)
- スリットイェルマイセン氷河(Sulitjelmaisen)
- スバルトイス氷河(Svartisen)
- 南フォルゲフォンナ氷河(Søndre Folgefonna)
- オクスヒョルドヨケーレン氷河(Øksfjordjøkelen)
- ボンダスブリーン氷河(Bondhusbreen)

### スイス
- アレッチ氷河(Aletsch Glacier)
- ゴルナー氷河（英語版）(Gornergletscher)
- ダンマ氷河(Dammagletscher)
- トゥリフト氷河(Triftgletscher)
- トゥール氷河(Tour Glacier)
- モアリ氷河 (Moiry Glacier)
- ライン氷河（英語版）(Rhine Glacier)
- ローヌ氷河(Rhône Glacier)
- モルテラッチ氷河(Vadret da Morteratsch)
- ロゼッチ氷河(Vadret da Roseg)

## 北オセチア
- コルカ氷河（英語版） (Kolka Glacier)

## アジア

### 日本

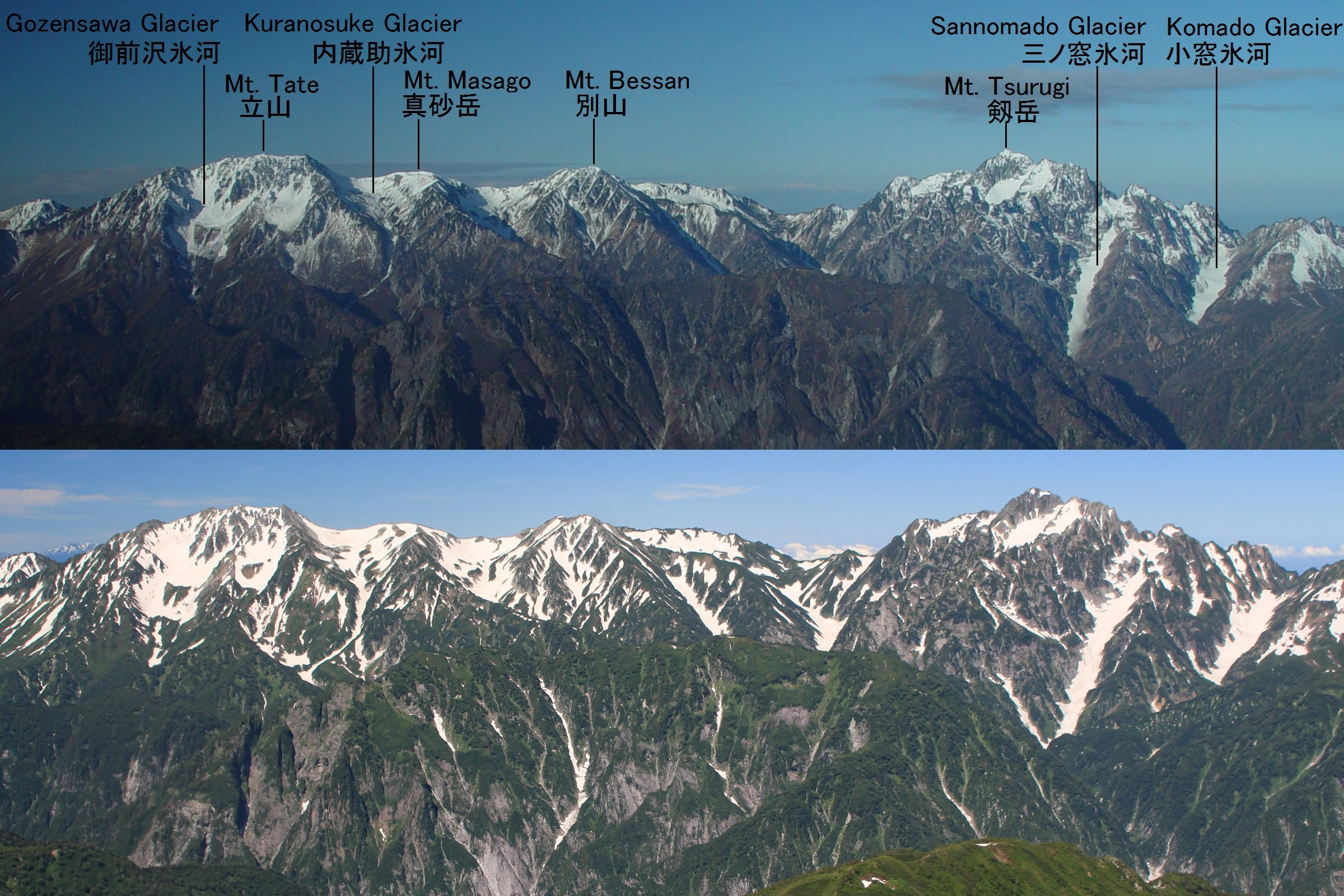
鹿島槍ヶ岳から望む立山連峰の氷河、左から、御前沢氷河、内蔵助氷河、三ノ窓氷河、小窓氷河

- 御前沢氷河 - 立山（富山県）
- 内蔵助氷河 - 立山・真砂岳（富山県）
- 三ノ窓氷河 - 剱岳（富山県）
- 小窓氷河 - 剱岳（富山県）
- 池ノ谷氷河 - 剱岳（富山県）
- カクネ里氷河 - 鹿島槍ヶ岳（長野県）
- 唐松沢氷河 - 唐松岳（長野県）

### 中国
- ロンブク氷河(Rongbuk Glacier)
- ガッシャブルム氷河(Gasherbrum Glacier)

### インド
- アザシ・バラチ氷河(Athasi-Balati glacier)
- ガンゴートリー氷河(Gangotri Glacier)
- カラバランド氷河(Kalabaland Glacier)
- メオラ氷河(Meola Glacier)
- ミラム氷河(Milam Glacier)
- ナミク氷河(Namik Glacier)
- ヌブラ氷河(Nubra Glacier)
- パンチチュリ氷河(Panchchuli Glacier)
- ピンダーリー氷河(Pindari Glacier)
- ララム氷河(Ralam Glacier)
- ラゾング氷河(Rathong Glacier)
- シアツェン氷河(Siachen Glacier)
- ソナ氷河(Sona Glacier)
- ゼム氷河(Zemu Glacier)
- ヤムノトリ氷河(Yamunotri Glacier)

### ネパール
- フンク氷河（英語版）(Hunku Glacier)
- クーンブ氷河（英語版）(Khumbu Glacier)
- リルン氷河(Lirung Glacier)

### パキスタン
- アブルッツィ氷河(Abruzzi Glacier)
- バルトロ氷河(Baltoro Glacier)
- バトゥーラ氷河(Batura Glacier)
- ビアフォ氷河(Biafo Glacier)
- ビアルチェジ氷河(Biarchedi Glacier)
- ゴッドウィンオーステン氷河(Godwin-Austen Glacier)
- ゴンドゴロ氷河(Gondogoro Glacier)
- ハイナブラック氷河(Hainablak Glacier)
- ヒスパー氷河(Hispar Glacier)
- ローナック氷河(Lonak Glacier)
- ミアー氷河(Miar Glacier)
- パンマ氷河(Panmah Glacier)
- パスー氷河(Passu Glacier)
- ルーパル氷河(Rupal Glacier)
- サルポ・ラッゴ氷河(Sarpo Laggo Glacier)
- シャニ氷河(Shani Glacier)
- シアチェン氷河(Siachen Glacier)
- トランゴ氷河(Trango Glacier)
- ビグン氷河(Vigne Glacier)

### タジキスタン
- フェドチェンコ氷河(Fedchenko Glacier)

## アフリカ

### ケニア
（全ての氷河はケニア山にある）
- セザール氷河(Cesar Glacier)
- ダイヤモンド氷河(Diamond Glacier)
- ダーウィン氷河(Darwin Glacier)
- フォーレル氷河(Forel Glacier)
- グレゴリー氷河(Gregory Glacier)
- ジョセフ氷河(Josef Glacier)
- クラフ氷河(Kraph Glacier)
- ルイス氷河(Lewis Glacier)
- 北氷河(Northey Glacier)
- ティンダル氷河(Tyndall Glacier)

### タンザニア
（全ての氷河はキリマンジャロ山にある）
- アロー氷河(Arrow Glacier)

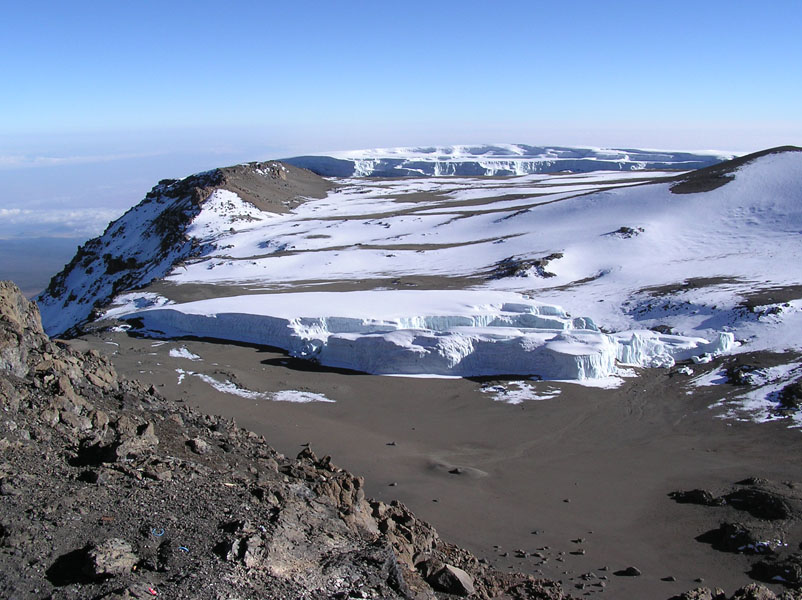
フルトウェングラー氷河

- バランコ氷河(Barranco Glacier)
- クレデナー氷河(Credner Glacier)
- デッケン氷河(Decken Glacier)
- 東氷床(Eastern Ice Field)
- フルトヴェングラー氷河(Furtwängler Glacier)
- ヘイン氷河(Heim Glacier)
- ケルステン氷河(Kersten Glacier)
- ペンク氷河(Penck Glacier)
- ラトゼル氷河(Ratzel Glacier)
- レブマン氷河(Rebmann Glacier)
- アーリグ氷河(Uhlig Glacier)

## 北アメリカ

### カナダ

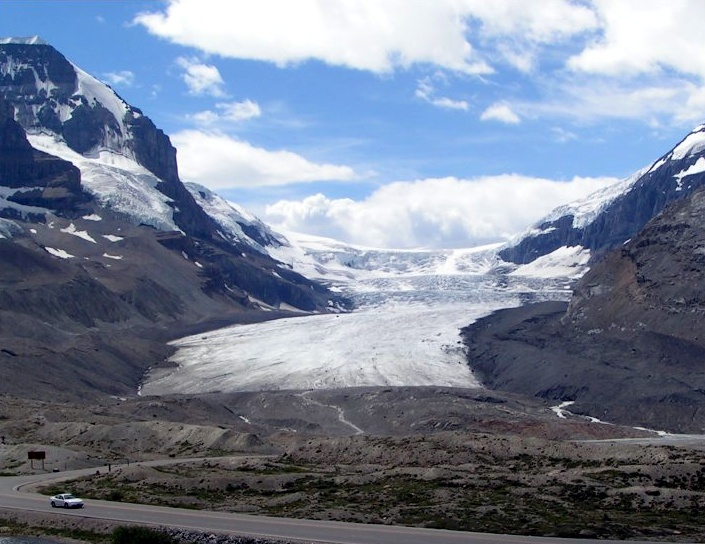
アルバータ州ジャスパー国立公園のアサバスカ氷河。

- アガシ氷帽(Agassiz Ice Cap) - ヌナブト準州エルズミア島
- エンジェル氷河(Angel Glacier) - アルバータ州ジャスパー国立公園
- アサバスカ氷河(Athabasca Glacier) - アルバータ州ジャスパー国立公園
- バーンズ氷帽(Barnes Ice Cap) - ヌナブト準州バフィン島
- ベネディクト氷河(Benedict Glacier) - ヌナブト準州エルズミア島
- バーグ氷河(Berg Glacier) - ブリティッシュコロンビア州
- ボウ氷河(Bow Glacier) - アルバータ州バンフ国立公園
- チャップマン氷河(Chapman Glacier) - ヌナブト準州エルズミア島
- クレルボー氷河(Clairvaux Glacier) - アルバータ州ジャスパー国立公園
- コロンビア氷原(Columbia Icefield) - カナディアン・ロッキー
- コロネーション氷河(Coronation Glacier) - ヌナブト準州バフィン島
- クロウフット氷河(Crowfoot Glacier) - アルバータ州バンフ国立公園
- デイリ氷河(Daly Glacier) - ブリティッシュコロンビア州ヨーホー国立公園
- デボン氷帽(Devon Ice Cap) - ヌナブト準州デボン島
- ディズレイリ氷河(Disraeli Glacier) - ヌナブト準州エルズミア島
- ドーム氷河(Dome Glacier) - アルバータ州ジャスパー国立公園
- ドンジェック氷河(Donjek Glacier) - ユーコン準州クルアニ国立公園
- エメラルド氷河(Emerald Glacier) - ブリティッシュコロンビア州ヨーホー国立公園
- ユージニー氷河(Eugenie Glacier) - ヌナブト準州エルズミア島
- ハーグリーブス氷河(Hargreaves Glacier) - ブリティッシュコロンビア州
- ヘクター氷河(Hector Glacier) - アルバータ州バンフ国立公園
- ヒルダ氷河(Hilda Glacier) - アルバータ州
- ホースシュー氷河 (カナダ・アルバータ州)(Horseshoe Glacier) - バンフ国立公園
- ホースシュー氷河 (カナダ・ブリティッシュコロンビア州)(Horseshoe Glacier)
- ハブバード氷河(Hubbard Glacier) - ユーコン準州/アラスカ州
- イルシルワト氷河(Illecillewaet Glacier) - ブリティッシュコロンビア州グレーシャー国立公園
- ジュノー氷原(Juneau Icefield) - ブリティッシュコロンビア州/アラスカ州
- カスカウルシュ氷河(Kaskawulsh Glacier) - ユーコン準州クルアニ国立公園
- キーホール氷河(Keyhole Glacier) - ヌナブト準州バフィン島
- クルアニ氷原(Kluane Icefield) - ユーコン準州クルアニ国立公園
- クルートラン氷河(Klutlan Glacier) - ユーコン準州
- ルウェリン氷河(Llewellyn Glacier) - ブリティッシュコロンビア州ユーコン川源流
- ローガン氷河(Logan Glacier) - ユーコン準州クルアニ国立公園
- ロウエル氷河(Lowell Glacier) - ユーコン準州クルアニ国立公園
- メルビル南氷帽(Melville South Icecap) - ヌナブト準州メルビル島
- ミスト氷河(Mist Glacier) - ブリティッシュコロンビア州
- ミュラー氷帽(Müller Icecap) - ヌナブト準州アクセルハイベルグ島
- オリバー氷河(Oliver Glacier) - ヌナブト準州バフィン島
- パーリッシュ氷河(Parrish Glacier) - ヌナブト準州エルズミア島
- ペニー氷帽(Penny Ice Cap) - ヌナブト準州バフィン島
- ペイト氷河(Peyto Glacier) - アルバータ州バンフ国立公園
- ラム氷河(Ram Glacier) - アルバータ州バンフ国立公園
- ロブソン氷河(Robson Glacier) - ブリティッシュコロンビア州
- サスカチュワン氷河(Saskatchewan Glacier) - アルバータ州バンフ国立公園
- スティカイン氷帽(Stikine Icecap) - ブリティッシュコロンビア州/アラスカ州
- ターナバウト氷河(Turnabout Glacier) - ヌナブト準州エルズミア島
- バルチャー氷河(Vulture Glacier) - アルバータ州バンフ国立公園
- バルチャー氷河(Vulture Glacier) - ブリティッシュコロンビア州
- ウォルシュ氷河(Walsh Glacier) - ユーコン準州クルアニ国立公園
- ワプタ氷原(Wapta Icefield) - アルバータ州/ブリティッシュコロンビア州
- ワプティク氷原(Waputik Icefield) - アルバータ州/ブリティッシュコロンビア州
- ウェスト・パイオニア氷河(West Pioneer Glacier) - ヌナブト準州バフィン島
- ホワイト氷河(White Glacier) - ヌナブト準州アクセルハイベルグ島
- ヨーホー氷河(Yoho Glacier) - ブリティッシュコロンビア州ヨーホー国立公園

### グリーンランド
- グリーンランド(Greenland)
- インディペンデンス氷河(Independence Fjord)
- ヤコブシャーブン氷河(Jakobshavn Isbræ)
- ペテアマン氷河(Peterman Gletscher)
- ステンストルプ氷河(Steenstrup Gletscher)

### アメリカ合衆国

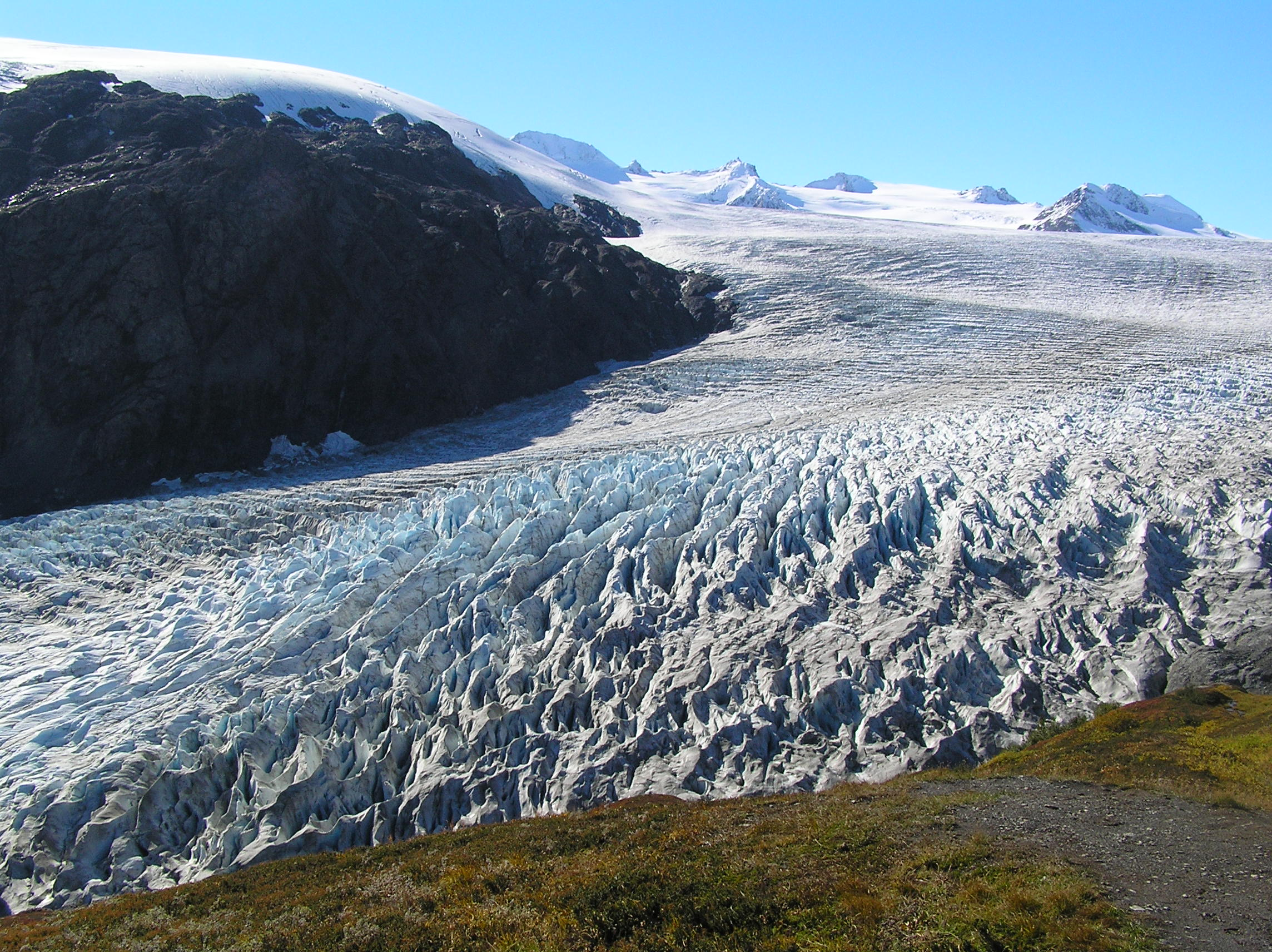
アラスカ州のイグジット氷河

#### アラスカ州
- オーロラ氷河(Aurora Glacier) - グレーシャー・ベイ国立公園
- バーナード氷河(Barnard Glacier) - アラスカ
- ベーリング氷河(Bering Glacier) - アラスカ
- ブレイディ氷河(Brady Glacier) - アラスカ
- キャロル氷河(Carroll Glacier) - グレーシャー・ベイ国立公園
- チェネガ氷河(Chenega Glacier) - プリンス・ウィリアム・サウンド
- チサナ氷河(Chisana Glacier) - アラスカ
- クラーク氷河(Clark Glacier) - グレーシャー・ベイ国立公園
- コロンビア氷河(Columbia Glacier) - アラスカ
- デビッドソン氷河(Davidson Glacier) - アラスカ
- イグジット氷河(Exit Glacier) - キーナイ半島
- フェアウェザー氷河(Fairweather Glacier) - アラスカ
- グランド・パシフィック氷河(Grand Pacific Glacier) - グレーシャー・ベイ国立公園
- グレウィンク氷河(Grewingk Glacier) - キーナイ半島
- ギヨー氷河(Guyot Glacier) - アラスカ
- ハーディング氷原(Harding Icefield) - キーナイ半島
- ホーキンス氷河(Hawkins Glacier) - アラスカ
- ハバード氷河(Hubbard Glacier) - アラスカ州/ユーコン準州
- ジョンズ・ホプキンス氷河(Johns Hopkins Glacier) - グレーシャー・ベイ国立公園
- ジュノー氷原(Juneau Icefield) - アラスカ
- カヒルトナ氷河(Kahiltna Glacier) - アラスカ
- ケニコット氷河(Kennicott Glacier) - アラスカ
- クルットラン氷河(Klutlan Glacier) - アラスカ
- クスツラナ氷河(Kuskulana Glacier) - アラスカ
- ランプルー氷河(Lamplugh Glacier) - グレーシャー・ベイ国立公園
- レ・コンテ氷河(LeConte Glacier) - アラスカ
- リツヤ氷河(Lituya Glacier) - アラスカ
- ローガン氷河(Logan Glacier) - アラスカ
- マラスピナ氷河(Malaspina Glacier) - アラスカ
- マルガリー氷河(Margerie Glacier) - グレーシャー・ベイ国立公園
- マーティン川氷河(Martin River Glacier) - アラスカ
- マタヌスカ氷河(Matanuska Glacier) - アラスカ
- メンデンホール氷河(Mendenhall Glacier) - アラスカ
- マイルズ氷河(Miles Glacier) - アラスカ
- ムーア氷河(Muir Glacier) - グレーシャー・ベイ国立公園
- ナベスナ氷河(Nabesna Glacier) - アラスカ
- ポーテージ氷河(Portage Glacier) - アラスカ
- プリンストン氷河(Princeton Glacier) - キーナイ半島
- レイド氷河(Reid Glacier) - グレーシャー・ベイ国立公園
- リッグス氷河(Riggs Glacier) - グレーシャー・ベイ国立公園
- ルース氷河(Ruth Glacier) - マッキンリー山
- サージェント氷原(Sargent Icefield) - キーナイ半島
- スティキーン氷帽(Stikine Icecap) - アラスカ
- タク氷河(Taku Glacier) - アラスカ
- タナ氷河(Tana Glacier) - アラスカ
- タズリナ氷河(Tazlina Glacier) - アラスカ
- タスツメナ氷河(Tustumena Glacier) - アラスカ
- ヤットセ氷河(Yahtse Glacier) - アラスカ
- エール氷河(Yale Glacier) - アラスカ

#### ワシントン州
- ブルー氷河(Blue Glacier) - オリンピック山
- ボストン氷河(Boston Glacier) - ボストン岳
- ボルダー氷河(Boulder Glacier) - ベーカー山
- カーボン氷河(Carbon Glacier) - レーニア山
- チャレンジャー氷河(Challenger Glacier) - チャレンジャー山
- チックアミン氷河(Chickamin Glacier) - ドーム岳
- チョコレート氷河(Chocolate Glacier) - グレイシャー岳
- コールマン氷河(Coleman Glacier) - ベーカー山
- コロンビア氷河(Columbia Glacier) - コロンビア岳
- カウリッツ氷河(Cowlitz Glacier) - レーニア山
- クレーター氷河(Crater Clacier) - セント・ヘレンズ山
- デミング氷河(Deming Glacier) - ベーカー山
- 東ノックサック氷河(East Nooksack Glacier) - シュクサン山
- イーストン氷河(Easton Glacier) - ベーカー山
- エルドラド氷河(Eldorado Glacier) -  エルドラゴ岳
- エモンズ氷河(Emmons Glacier) - レーニア山
- フライングパン氷河(Fryingpan Glacier) - レーニア山
- ハニーコン氷河(Honeycomb Glacier) - グレイシャー峰
- イングラハム氷河(Ingraham Glacier) - レーニア山
- インスピレーション氷河(Inspiration Glacier) - エルドラゴ岳
- インター氷河(Inter Glacier) - レーニア山
- マザマ氷河(Mazama Glacier) - ベーカー山
- モーウィッヒ氷河(Mowich Glacier) - レーニア山
- ネイベイ氷河(Neve Glacier) - スノーフィールド岳
- ニスカリー氷河(Nisqually Glacier) - レーニア山
- 北モーウィッヒ氷河(North Mowich Glacier) - レーニア山
- パーク氷河(Park Glacier) - ベーカー山
- ピュアラップ氷河(Puyallup Glacier) - レーニア山
- ルーズベルト氷河(Roosevelt Glacier) - ベーカー山
- ラッセル氷河(Russell Glacier) - レーニア山
- シミター氷河(Scimitar Glacier) - グレイシャー峰
- 南タホマ氷河(South Tahoma Glacier) - レーニア山
- スルピデ氷河(Sulphide Glacier) - シュクサン山
- タホマ氷河(Tahoma Glacier) - レーニア山
- ホワイト・チュック氷河(WhiteChuck Glacier) - グレイシャー岳
- ウインスロップ氷河(Winthrop Glacier) - レーニア山

#### その他の州
- ブラックフット氷河(Blackfoot Glacier) - モンタナ州グレイシャー国立公園
- クラウド岳氷河(Cloud Peak Glacier) - ワイオミング州ビッグホーン山
- ダナ氷河(Dana Glacier) - カリフォルニア州シエラネバダ山脈
- ガネット氷河(Gannett Glacier) - ワイオミング州ワインド川
- バッタ氷河(Grasshopper Glacier) - モンタナ州ベアトゥース山脈
- グリンネル氷河(Grinnell Glacier) - モンタナ州グレイシャー国立公園
- ホトラム氷河(Hotlum Glacier) - カリフォルニア州シャスタ山
- ジャクソン氷河(Jackson Glacier) - モンタナ州グレイシャー国立公園
- ライエル氷河(Lyell Glacier) - カリフォルニア州シエラネバダ山脈
- ペールセーデ氷河(Palisade Glacier) - カリフォルニア州シエラネバダ山脈
- パーマー氷河(Palmer Glacier) - オレゴン州カスケード山脈
- スクールルーム氷河(Schoolroom Glacier) - ワイオミング州ティトン山脈
- スペリー氷河(Sperry Glacier) - モンタナ州グレイシャー国立公園
- アッパー・フレモント氷河(Upper Fremont Glacier) - ワイオミング州ワインド川
- バルチャー氷河(Vulture Glacier) - モンタナ州グレイシャー国立公園バルチャー峰
- ワトキンス氷河(Watkins Glacier) - カリフォルニア州シャスタ山
- ホイットニー氷河(Whitney Glacier) - カリフォルニア州シャスタ山

## 南アメリカ

### アルゼンチン

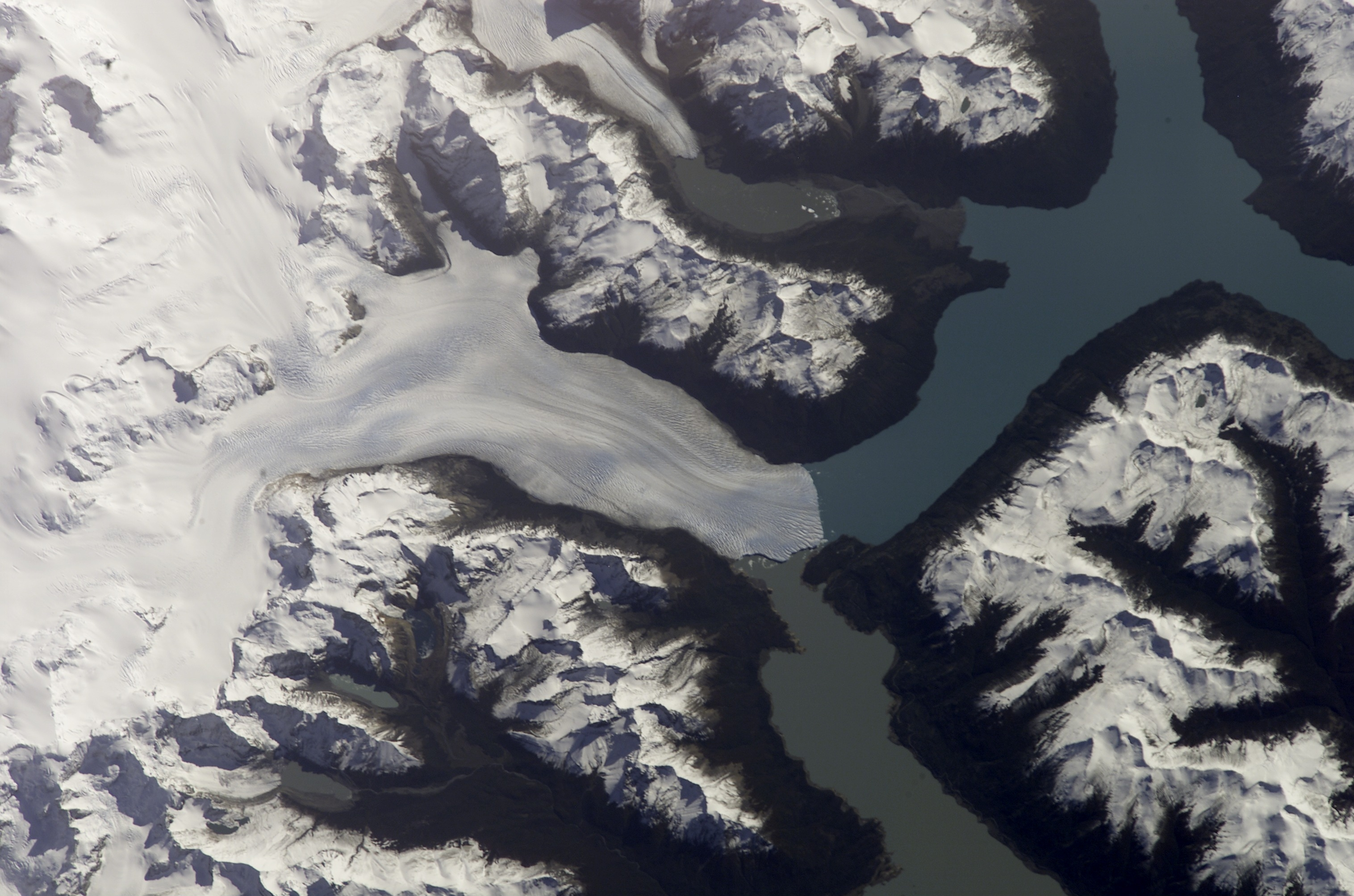
宇宙から見たペリト・モレノ氷河

- ペリト・モレノ氷河(Perito Moreno Glacier)
- ポーランド氷河（英語版）(Polish Glacier)
- 南パタゴニア氷原(Southern Patagonian Ice Field) - アルゼンチン/チリ
- ウプサラ氷河(Upsala Glacier)

### チリ
- ブリューゲン氷河（英語版）(Brüggen Glacier)
- ホルヘ・モント氷河（英語版）(Jorge Montt Glacier)
- 北パタゴニア氷原(Northern Patagonian Ice Field)
- オイギンス氷河（英語版）(O'Higgins Glacier)
- ピオ4世氷河(Pio XI Glacier)
- サン・クインティン氷河（英語版）(San Quintín Glacier)
- サン・ラファエル氷河(San Rafael Glacier)
- 南パタゴニア氷原(Southern Patagonian Ice Field) - チリ/アルゼンチン
- ネフ氷河 (Glaciar Nef)

### ペルー
- クエルカヤ氷冠（英語版）(Quelccaya Ice Cap)

## オセアニア

### ニュージーランド

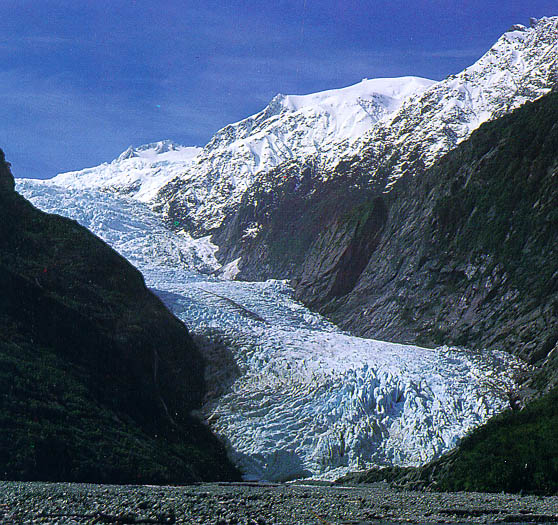
フランツ・ジョセフ氷河

- ボニー氷河(Bonney Glacier)
- ダーウィン氷河(Darwin Glacier)
- フォックス氷河(Fox Glacier)
- フランツ・ジョセフ氷河(Franz Josef Glacier)
- フッカー氷河(Hooker Glacier)
- ミューラー氷河(Mueller Glacier)
- マーチソン氷河(Murchison Glacier)
- タスマン氷河(Tasman Glacier)

### ニューギニア
- プンチャクジャヤ(Puncak Jaya)

## 南極

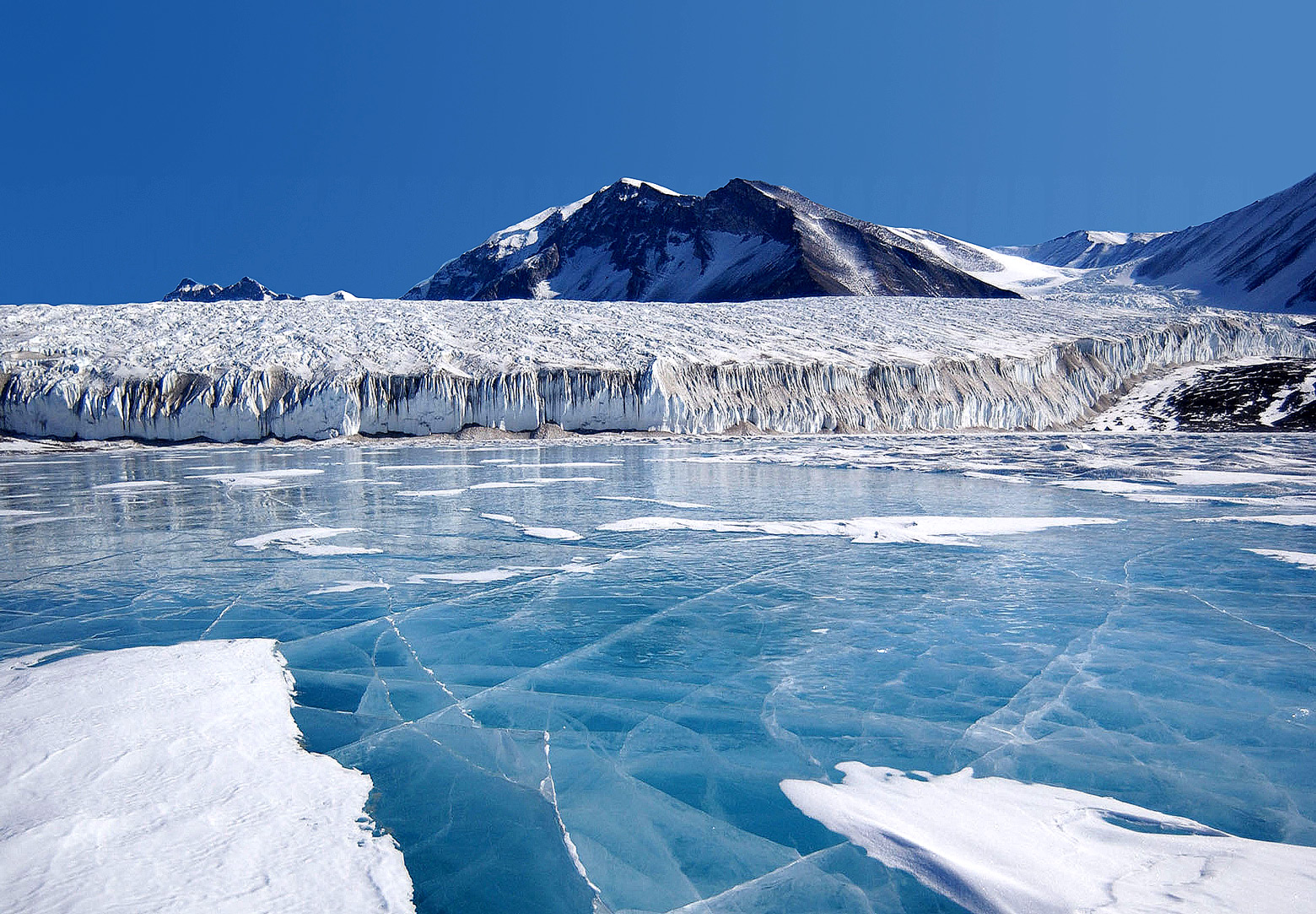
カナダ氷河

- アボット棚氷(Abbot Ice Shelf)
- アカデミー氷河(Academy Glacier)
- アムンセン氷河(Amundsen Glacier)
- 南極(Antarctica)
- 南極氷床(Antarctic ice sheet)
- アクセル・ハイベルグ氷河(Axel Heiberg Glacier)
- エイビエイター氷河(Aviator Glacier)
- ベイリー氷河(Bailey Glacier)
- ベアードモア氷河(Beardmore Glacier)
- ビーバー氷河 (エンダービーランド)(Beaver Glacier)
- ビーバー氷河 (ロス棚氷)(Beaver Glacier)
- ベルコビッツァ氷河(Berkovitsa Glacier)
- ボルフグレビンク氷河(Borchgrevink Glacier)
- ブランスコン氷河(Branscomb Glacier)
- ブラント棚氷(Brunt Ice Shelf)
- バード氷河(Byrd Glacier)
- カナダ氷河(Canada Glacier)
- コリンズ氷河(Collins Glacier)
- コモンウェルス氷河(Commonwealth Glacier)
- クレバス谷氷河(Crevasse Valley Glacier)
- ダーウィン氷河(Darwin Glacier)
- データー氷河(Dater Glacier)
- デイビッド氷河(David Glacier)
- ディベルト氷河(Debelt Glacier)
- デンマン氷河(Denman Glacier)
- デニストウン氷河(Dennistoun Glacier)
- デビルズ氷河(Devils Glacier)
- ディブル氷河(Dibble Glacier)
- ドミニオン氷河(Dominion Glacier)
- ドットソン棚氷(Dotson Ice Shelf)
- ドライガルスキー氷河(Drygalski Glacier)
- エーベ氷河(Ebbe Glacier)
- エレン氷河(Ellen Glacier)
- エヴァンス氷河(Evans Ice Stream)
- フェラー氷河(Ferrar Glacier)
- フィッシャー氷河(Fisher Glacier)
- フォギードッグ氷河(Foggydog Glacier)
- フォーチュナ氷河(Fortuna Glacier)
- ファンデーション氷河(Foundation Ice Stream)
- フロスト氷河(Frost Glacier)
- グリーンウェル氷河(Greenwell Glacier)
- ハモンド氷河(Hammond Glacier)
- ハーグリーブス氷河(Hargreaves Glacier)
- ハザーソン氷河(Hatherton Glacier)
- ヘイズ氷河(Hayes Glacier)
- ヘレン氷河(Helen Glacier)
- ハーバード氷河(Herbert Glacier)
- ホルムズ氷河(Holmes Glacier)
- 氷河A(Ice Stream A)
- 氷河B(Ice Stream B)
- 氷河C(Ice Stream C)
- 氷河D(Ice Stream D)
- 氷河E(Ice Stream E)
- アーバイン氷河(Irvine Glacier)
- ケルティ氷河(Keltie Glacier)
- ケチューム氷河(Ketchum Glacier)
- コエッツリッツ氷河(Koettlitz Glacier)
- コーラー氷河(Kohler Glacier)
- ランバート氷河(Lambert Glacier)
- ランド氷河(Land Glacier)
- ラルセン棚氷(Larsen Ice Shelf)
- レパード氷河(Leppard Glacier)
- レベレーツ氷河(Leverett Glacier)
- リリー氷河(Lillie Glacier)
- リブ氷河(Liv Glacier)
- ルーシー氷河(Lucy Glacier)
- マッケイ氷河(Mackay Glacier)
- マリナー氷河(Mariner Glacier)
- マーシュ氷河(Marsh Glacier)
- マーティン氷河(Martin Glacier)
- メラー氷河(Mellor Glacier)
- メルツ氷河(Mertz Glacier)
- ミル氷河(Mill Glacier)
- ミネソタ氷河(Minnesota Glacier)
- マロック氷河(Mulock Glacier)
- マーガッシュ氷河(Murgash Glacier)
- ナッシュ氷河(Nash Glacier)
- ニミッツ氷河(Nimitz Glacier)
- ニムロッド氷河(Nimrod Glacier)
- ニンニス氷河(Ninnis Glacier)
- 北スクジョード氷河(Nordenskjold Glacier)
- 北岬氷河(Northcliffe Glacier)
- 北東氷河(Northeast Glacier)
- パイン島氷河(Pine Island Glacier)
- タイムズ極氷河(Polar Times Glacier)
- プリーストリー氷河(Priestley Glacier)
- クオーターメイン氷河(Quartermain Glacier)
- クエンサル氷河(Quensel Glacier)
- キト氷河(Quito Glacier)
- クオンセット氷河(Quonset Glacier)
- レイナー氷河(Rayner Glacier)
- リカバリー氷河(Recovery Glacier)
- リーディー氷河(Reedy Glacier)
- ロバート氷河(Robert Glacier)
- ロンネ棚氷(Ronne Ice Shelf)
- ロス棚氷(Ross Ice Shelf)
- ラトフォード氷河(Rutford Ice Stream)
- スコット氷河(Scott Glacier)
- シートン氷河(Seaton Glacier)
- シャクルトン氷河(Shackleton Glacier)
- 新南氷河(Shinnan Glacier)
- 白瀬氷河(Shirase Glacier)
- スケルトン氷河(Skelton Glacier)
- スレッサー氷河(Slessor Glacier)
- スミス氷河(Smith Glacier)
- ソックス棚氷(Socks Glacier)
- スタンコンブ・ウィル氷河(Stancomb-Wills Glacier)
- サポートフォース氷河(Support Force Glacier)
- テイラー氷河(Taylor Glacier)
- スウェイツ氷河(Thwaites Glacier)
- トッテン氷河(Totten Glacier)
- タッカー氷河(Tucker Glacier)
- バンダーフォード氷河(Vanderford Glacier)
- ベストストローメン氷河(Veststraumen Glacier)
- 西南極氷床(West Antarctic Ice Sheet)
- 西棚氷(West Ice Shelf)
- ウェットモア氷河(Wetmore Glacier)
- ワーディ棚氷(Wordie Ice Shelf)
- ウルフィラー氷河(Wulfila Glacier)
- ジコブ氷河(Zykov Glacier)

## 独立島
- クック氷河(Cook Glacier) - ケルゲレン諸島
- フォーチュナ氷河(Fortuna Glacier) - サウスジョージア・サウスサンドウィッチ諸島

## 関連書籍
- マイクル・ハンブリー、ユルク・アレアン『ビジュアル大百科氷河』安仁屋政武 訳、原書房、2010年7月。国立国会図書館書誌ID:000010927251。